# 武博山
武博山（1920年10月1日—2000年2月10日），男，汉族，山西屯留县五里庄人，中华人民共和国政治人物、金融人物，曾任财政部副部长，中国建设银行行长、党组书记，中国投资银行董事长，中国基本建设经济研究会副会长。

## 生平
1937年8月在山西省屯留县参加救国牺牲同盟会，1937年10月参加八路军，1939年3月加入中国共产党。1938年2月任八路军129师365旅补充团政治处民运干事，129师卫生部政治处教育干事，冀南银行政治处宣传干事、工会秘书，冀南银行六分行指导员，冀南银行六分行二商局六分局局长兼监察委员。1945年10月任太行瑞华银行邢台分行行长，冀南银行一分行监察员，华北财办秘书、华北财委研究室主任。
1949年3月至1954年，任中央财经委员会计划局财金处处长。1954年任国务院财贸办公室财金组组长。1968年9月至1972年6月，受冲击下放到宁夏平罗“五七”学校参加劳动。1972年6月任财政部基建司司长，1978年6月任财政部基建司司长兼中国人民建设银行行长。1979年2月任财政部副部长兼中国建设银行行长。1980年9月担任中国人民建设银行行长、党组书记。1984年12月退居二线，任中国人民建设银行总行特邀顾问、中国投资咨询公司副董事长。中国投资银行董事长、中国基本建设经济研究会副会长。中国财政学会、中国金融学会、中国投资学会顾问。